# María Claudia Pulido
María Claudia Pulido es una abogada colombiana de derechos humanos y Secretaria Ejecutiva en funciones de la Comisión Interamericana de Derechos Humanos (CIDH) desde el 17 de agosto de 2020. Reemplazó a Paulo Abrão luego de que el Secretario General de la Organización de Estados Americanos, Luis Almagro, anunciara que no renovaría el contrato de Abrão como Secretario Ejecutivo de la CIDH.